# 6436 Coco
A 6436 Coco (ideiglenes jelöléssel 1985 JX1) a Naprendszer kisbolygóövében található aszteroida. Carolyn Shoemaker és Eugene Merle Shoemaker fedezte fel 1985. május 13-án.